# Westphalia (Kansas)
Westphalia – miasto położone w hrabstwie Anderson, zamieszkane w 2000 przez 165 osób.